# فرودگاه شهری پری، اکلاهما
 فرودگاه شهری پری، اکلاهما (به انگلیسی: Perry Municipal Airport (Oklahoma)) یک فرودگاه همگانی بهره‌برداری هوایی است که یک باند فرود آسفالت دارد و طول باند آن ۱۵۵۸ متر است. این فرودگاه در کشور ایالات متحده آمریکا قرار دارد و در ارتفاع ۳۰۵ متری از سطح دریا واقع شده است.